# Приветное (Житомирская область)
Приветное (укр. Привітне) — село на Украине, находится в Малинском районе Житомирской области.
Код КОАТУУ — 1823481205. Население по переписи 2001 года составляет 28 человек. Почтовый индекс — 11600. Телефонный код — 4133. Занимает площадь 0,166 км².

## История
В 1946 году указом ПВС УССР село Янишевка переименовано в Ивановку.
В 1963 году переименовано в Приветное.

## Адрес местного совета
11600, Житомирская область, Малинский р-н, с. Будо-Воробьи